# John Brown Museum
Le John Brown Museum est un petit musée américain à Harpers Ferry, dans le comté de Jefferson, en Virginie-Occidentale. Situé dans un bâtiment de Shenandoah Street protégé au sein de l'Harpers Ferry National Historical Park, il est géré par le National Park Service. Il traite de John Brown et de son raid contre la ville.